# Uesugi Kenshin
Uesugi Kenshin (上杉 謙信?   18 de febrero de 1530 — 19 de abril de 1578) fue un daimyō japonés que gobernó la Provincia de Echigo durante el período Sengoku de la historia de Japón.
Fue uno de los guerreros más poderosos de su época y es famoso por sus proezas en el campo de batalla, por su legendaria rivalidad con Takeda Shingen, su experiencia militar y estratégica y por su devoción al dios de la guerra Bishamonten; de hecho muchos de sus seguidores creían que él era el avatar de esta deidad, por lo que lo llamaban "El dios de la guerra".

## Nombre
Su nombre original era Nagao Kagetora (長尾景虎?). Cambió su nombre más tarde a Uesugi Masatora (上杉政虎?) cuando heredó el nombre del clan Uesugi. Volvió a cambiar más tarde su nombre a Uesugi Terutora (上杉輝虎?) en honor al shōgun Ashikaga Yoshiteru y finalmente al de Kenshin (上杉謙信?) después de convertirse en monje budista.
Continuamente se refiere a Kenshin como el “Dragón de Echigo” debido a sus habilidades en las artes marciales demostradas en el campo de batalla. A su rival, Takeda Shingen, se le conocía como “El tigre de Kai”. En algunas versiones de la mitología china (Shingen y Kenshin siempre tuvieron interés en la cultura de China, especialmente en los trabajos de Sun Tzu), el dragón y el tigre habían sido desde siempre rivales y trataban siempre de vencerse el uno al otro, pero nunca eran capaces de ganar definitivamente.

## Su vida

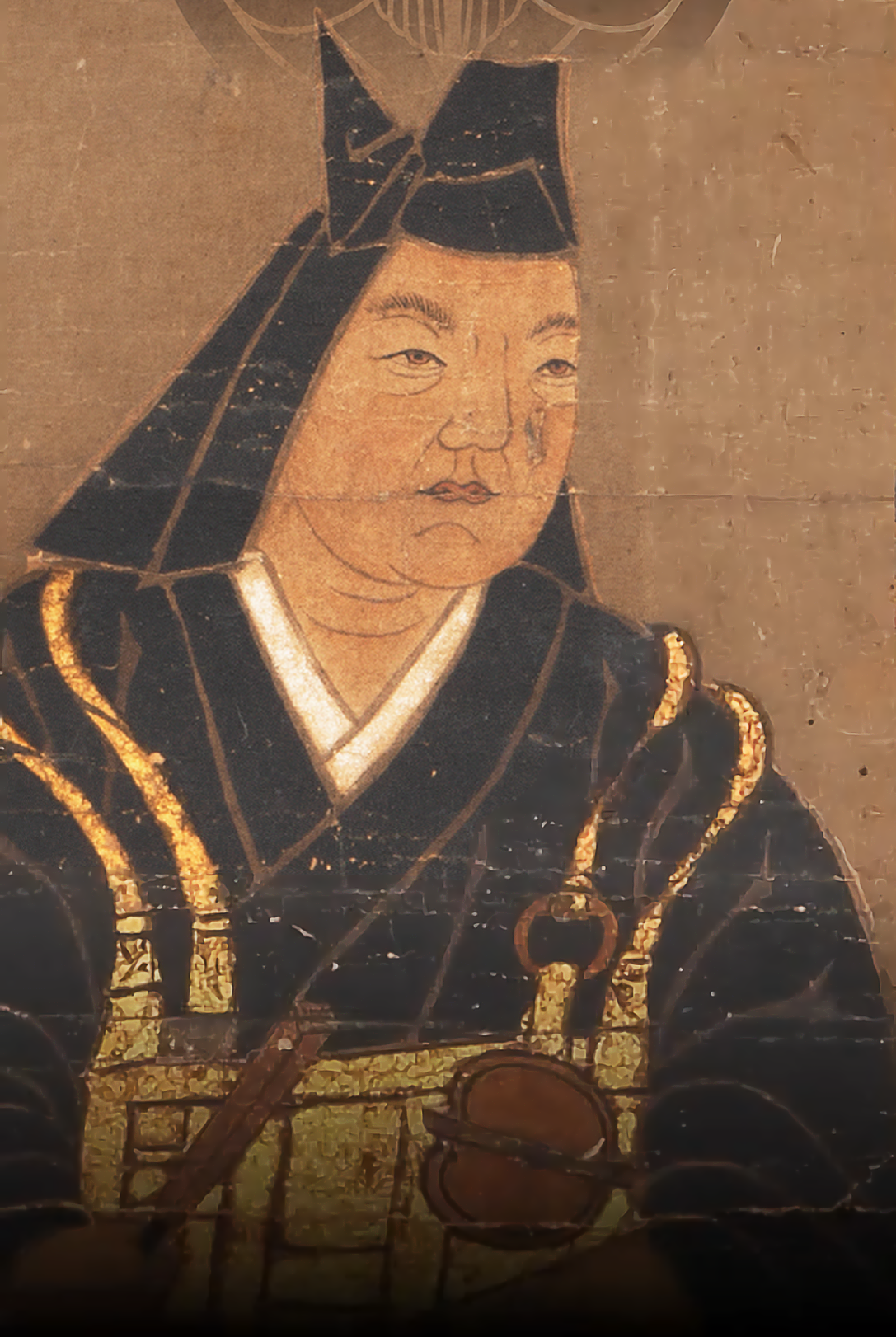
Uesugi Kenshin.

### Primeros años
Kenshin fue el cuarto hijo del guerrero Nagao Tamekage (長尾為景?), el cual había adquirido fama como guerrero a través de sus victorias militares sobre Uesugi Sadanori y Uesugi Funayoshi. Al pasar los años, Tamakage tuvo una serie de discordancias con los Ikkō-ikki de Hokuriku, al momento en que el poder político de la región empezaba a favorecerlos. El problema llegó a su punto máximo en 1536, cuando Tamakage juntó su ejército y marchó hacia el oeste. Después de arribar a Sendanno, en la Provincia de Etchu, sus tropas fueron repentinamente atacadas por Enami Kazuyori, donde fue asesinado.
El impacto en Echigo fue inmediato. Nagao Harukage, el hijo mayor de Tamekage inmediatamente buscó asumir el liderazgo, al cual accedió después de una serie de disputas internas en la que su hermano Nagao Kageyasu fue asesinado. Kenshin fue alejado del conflicto y enviado al templo Rizen, donde permaneció de los 7 a los 14 años dedicado al estudio.

### Búsqueda de poder

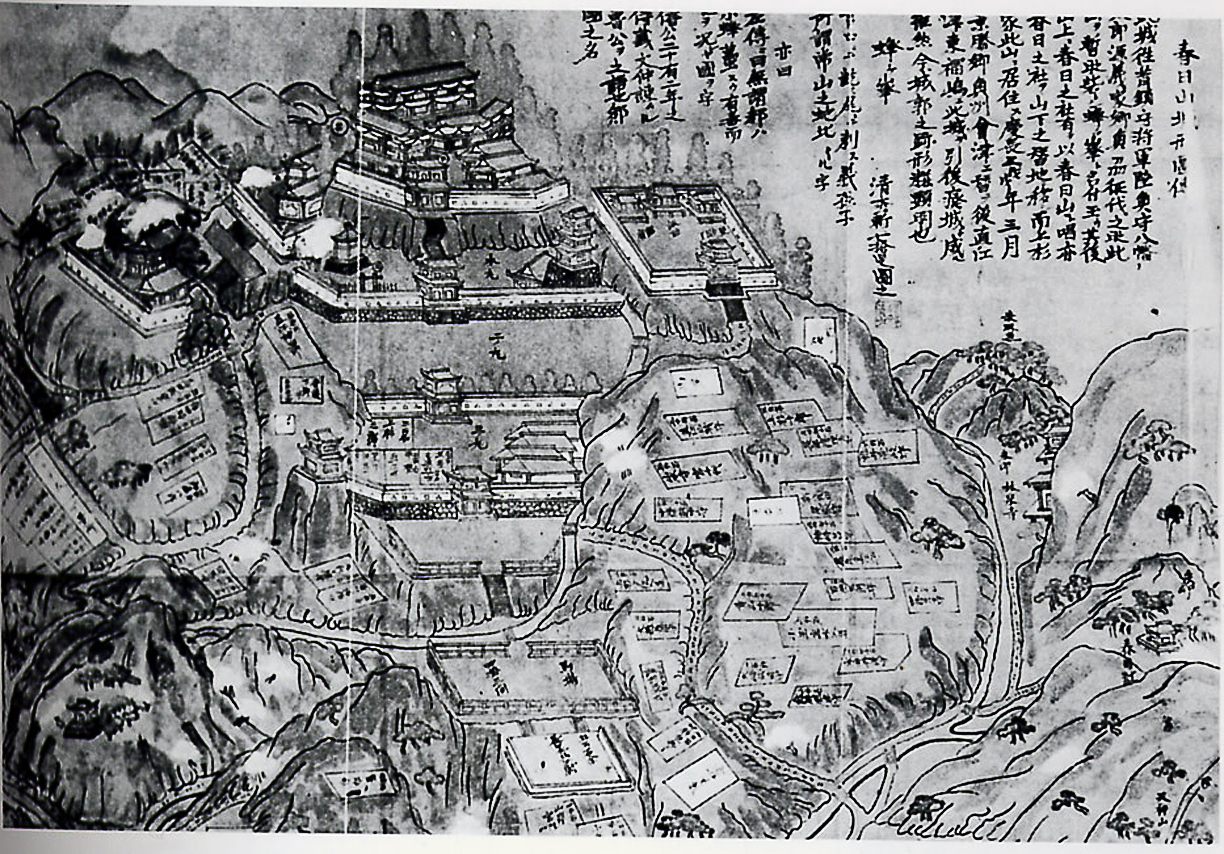
Castillo Kasugayama.

A la edad de catorce años, Kenshin fue contactado por Usami Sadamitsu y un grupo de conocidos de su padre, quienes le pidieron que fuera a Echigo y peleara por el dominio que estaba en manos de su hermano mayor, ya que Harukage no había podido establecer el poder sobre el dominio, por lo que la provincia estaba a punto de dividirse.
Se dice que al principio Kenshin no quería enfrentar en el campo militar a su propio hermano, pero que fue convencido debido a que era necesario que la provincia de Echigo sobreviviera. Mediante una serie de enfrentamientos encabezados por Kenshin y Sadamitsu lograron establecer el control en 1547.

### Gobierno temprano
Aunque su liderazgo sobre el clan Nagao era ahora incuestionable, la mayor parte del territorio de la provincia era independiente al gobierno del joven daimyō. Kenshin sentó las bases de su poder en la región. Ogasawara Nagatoki y Murakami Yoshikiyo, dos daimyō de la Provincia de Shinano, solicitaron audiencia frente a Kenshin para pedirle su apoyo para detener el avance de Takeda Shingen. Durante la época en que Kenshin se convirtió en daimyō de Echigo, Shingen ya había ganado las grandes batallas en la provincia de Shinano. Debido a que las conquistas del clan Takeda se encontraban muy cerca de sus fronteras, Kenshin accedió participar.

### Uesugi contra Takeda
Este fue el comienzo de una rivalidad legendaria. Durante el primer conflicto entre las dos facciones, tanto Kenshin como Shingen fueron sumamente cautelosos, viéndose involucrados en escaramuzas indecisas. Durante algunos años sostendrían una serie de enfrentamientos conocidos como las Batallas de Kawanakajima, aunque solamente la cuarta de estas fue un conflicto importante entre los dos bandos.
En 1561, Kenshin y Shingen pelearon su mayor batalla, la Cuarta Batalla de Kawanakajima. Kenshin utilizó una táctica ingeniosa para la época: una formación especial donde los soldados del frente cambiarían sus puestos con los de atrás cuando estuvieran cansados o resultaran heridos. Esta táctica fue sumamente efectiva y casi les dio la victoria. Durante esta batalla se documenta que Kenshin pudo pasar entre las líneas enemigas y llegó hasta el campamento principal de Shingen, quien eludió los ataques con su abanico de guerra de hierro o tessen. Sin embargo, Kenshin no pudo terminar con Shingen; porque un sirviente del clan Takeda logró hacerlo retroceder y Shingen pudo contraatacar. El ejército de Uesugi comenzó la retirada, durante la que muchos soldados se ahogaron y muchos otros fueron muertos por los generales de Takeda.
El resultado de la Cuarta Batalla de Kawanakajima es aún incierto. La opinión académica general está dividida sobre quién fue el victorioso. Aunque Kenshin perdió el 72% de los elementos en contra del 62% que perdió Shingen, Takeda perdió además a dos de sus más importantes generales: su consejero Yamamoto Kansuke y su hermano Takeda Nobushige.
Aunque Shingen y Kenshin fueron rivales por más de catorce años, se intercambiaron regalos en numerosas ocasiones, siendo el más famoso una espada que le dio Shingen a Kenshin, la cual estimaba grandemente. Shingen murió en 1573 y se dice que Kenshin lloró amargamente la pérdida de un adversario tan importante, por lo que hizo votos de nunca volver a atacar las tierras de los Takeda, además, ambos bandos se hicieron aliados por 3 años. Adicionalmente, se dice que durante un incidente en el que otros daimyō, incluyendo al del clan Hōjō tardío, le boicotearon el abasto de sal a Shingen, Kenshin le envío sal secretamente y le escribió a su enemigo que, en su opinión, el daimyō del clan Hōjō había cometido un acto hostil. Aunque Kenshin pudo aprovechar esta situación y cortar las líneas de abasto de su enemigo, Kenshin aseguró “Las guerras se deben de ganar con espadas y lanzas, no con arroz y sal”. Esta declaración es una referencia moderna de las advocaciones de paz, la cual en reconocimiento a Kenshin asegura: “la paz se debe alcanzar con arroz y sal, no con espadas y lanzas”.

### Otros conflictos
Aunque su rivalidad con Takeda Shingen es legendaria, Kenshin tuvo una serie de conflictos durante esta época. En 1551, se le solicitó a Kenshin que le proveyera refugio a su maestro nominal Uesugi Norimasa, que se había visto forzado a huir debido a la expansión en la región de Kantō del clan Hōjō tardío. Kenshin aceptó darle refugio pero no estaba en condiciones de mover un ejército en contra de los Hōjō. En 1559 hizo un viaje a Kioto para pagar tributos al shōgun, por lo que aprovechó para visitar sitios religiosos e históricos del lugar. Esto aumentó su reputación considerablemente y le dio la imagen de un líder culto. Este mismo año, Uesugi Norimasa lo presionó para que se movilizara a la región de Kantō en contra del clan Hōjō y al siguiente año encabezó la campaña, con la cual pudieron tomar varios castillos. Dicha campaña concluyó en el castillo Odawara en la Provincia de Sagami. Durante el asedio pudo romper las defensas y quemó el poblado, pero el castillo permaneció sin conquistar y la escasez de recursos lo obligó a retirarse. Fue durante esta época que visitó el Templo Tsurugaoka Hachiman y tomó el nombre de Kenshin.
Otra zona que interesaba a Kenshin era la Provincia de Etchu, que estaba en disputa entre el clan Jinbo y el clan Shiina. Kenshin se estableció como mediador por algún tiempo, pero después tomó partido por los Shiina y combatió al clan Jinbo. Años más tarde, tomó el territorio por las armas y, al tomar posesión de su castillo principal en 1575, dominó la provincia de Etchu.

### Años finales
A comienzos del año 1576, Kenshin comenzó a considerar a Oda Nobunaga como un problema ya que se había convertido en el daimyō más poderoso de todo Japón. Muertos tanto Takeda Shingen como Hōjō Ujiyasu, ya no había quien se opusiera a sus planes de expansión. Cuando el líder del clan Noto murió, se generó confusión y conflictos de sucesión, por lo que Kenshin aprovechó la oportunidad y se apropió con el dominio del debilitado clan. En respuesta, Nobunaga organizó a sus fuerzas y junto con dos de sus principales generales se presentó en la Batalla de Tedorigawa. Nobunaga envió primero al frente a Shibata Katsuie, uno de sus mejores generales quien había servido a Nobunaga desde el principio. De acuerdo a los recuentos de la batalla, Katsuie lideró a 18,000 hombres durante el primer encuentro y Nobunaga después lideró otros 20,000 refuerzos. De acuerdo a estas cifras, esta batalla sería una de las dos más grandes del período Sengoku.
Aun con la gran superioridad numérica de las tropas de Nobunaga, Kenshin se las ingenió para tener una sólida victoria en el campo de batalla y Nobunaga se vio obligado a retroceder hasta la Provincia de Ōmi mientras que Kenshin se dio por satisfecho construyendo unos cuantos fuertes en la Provincia de Kaga antes de regresar a la provincia de Echigo. Durante el invierno de 1577 – 1578, Kenshin convocó un gran ejército para continuar los asaltos en contra de las tierras de Nobunaga, pero su estado de salud decaía y para el 9 de abril tuvo un ataque mientras se encontraba en el baño. Murió cuatro días después.
Su poema de muerte fue 「四十九年一睡の夢 一期の栄華一盃の酒」。 "Cuarenta y nueve años; El sueño de una noche. Una vida de prosperidad; una copa de sake."

## Muerte de Uesugi Kenshin
Las causas de muerte de Kenshin son desconocidas hasta el día de hoy. La teoría más aceptada entre los académicos japoneses es que una vida de excesos en la bebida y quizá cáncer de estómago pusieron fin a la vida de este gran guerrero. Algunas otras fuentes aseguran que de hecho fue asesinado, que un ninja que estaba escondido en el área lo acuchilló mientras se encontraba en el baño.

## Después de su muerte
La muerte de Uesugi Kenshin fue desastrosa para el clan. Nunca tuvo hijos, aunque adoptó a dos que podrían haber sido sus herederos y sucesores. Ellos, tras la muerte de Uesugi Kenshin, inmediatamente comenzaron una lucha de poder que terminó con Uesugi Kagekatsu como nuevo gobernante del clan; sin embargo, la lucha le costó mucho tiempo y energía, por lo que Oda Nobunaga no tuvo problemas en quitarle la mayoría de sus tierras rápidamente y llegar incluso hasta la frontera con Echigo.